# Чаплин, Сидни Эрл
Си́дни Эрл Ча́плин (англ. Sydney Earl Chaplin; 31 марта 1926, Беверли-Хиллз, Лос-Анджелес — 3 марта 2009, Ранчо-Мираж, Калифорния) — американский актёр театра и кино, сын Чарли Чаплина, был отмечен наградами за заслуги в театре и кинематографе.

## Биография
Сидни — третий сын Чарли Чаплина и второй сын его второй жены, актрисы Литы Грей. Назван в честь своего дяди Сидни Чаплина (1885—1965). Сидни Чаплин родился в Беверли-Хиллз в 1926 году.
Его родители развелись, когда Сидни было 8 месяцев.
После развода родителей в 1927 году его воспитывала бабушка по материнской линии, и он лишь время от времени встречался с отцом, пока не достиг совершеннолетия.
Сидни Чаплин, так же как и его отец, стал актёром, но большого успеха он добился не в кинематографе, а в театре. Хотя он снялся в нескольких фильмах, в том числе в последних двух у своего отца, Чаплина-старшего — «Огни рампы» в 1952 году и «Графиня из Гонконга» в 1967 году. В 2003 году Сидни снялся в документальном фильме о своём отце «Чарли: Жизнь и искусство Чарли Чаплина».
Сидни Чаплин был одним из учредителей музыкального театра на Бродвее, который в настоящее время известен как «El Centro Theatre» и имеет две сцены — Большую на 99 мест и Чаплин на 45 мест. Сидни Чаплин был удостоен премии «Тони» — в 1957 году за лучшую мужскую роль в мюзикле «Звонят колокола» с Джуди Холлидей, а в 1964 году номинирован за роль в постановке «Забавная девчонка» с Барброй Стрейзанд.
Он получил премию «Тони» за песню «Bells are Ringing», мюзикл Бетти Комден и Адольфа Грина 1956 года об операторе телефонной службы (Холлидей), который влюбляется в клиента (Чаплин).
Был участником Второй мировой войны.
Являлся совладельцем популярного в Палм-Спрингс (Калифорния) ресторана «Чаплин».
Сидни был женат дважды. В 1965—1980 годах его женой была французская танцовщица Ноэль Адам, в браке с которой родился его единственный сын Стивен (род. 1960). В 1985 году у Сиднея начались отношения с Маргарет Биб, они поженились в 1998 году и были вместе вплоть до смерти Чаплина.
Сидни Эрл Чаплин умер от инсульта 3 марта 2009 года в возрасте 82 лет в своём доме в Ранчо-Мираж, Калифорния.

## Фильмография
| Год  |    | Русское название                            | Оригинальное название                      | Роль                   |
| ---- | -- | ------------------------------------------- | ------------------------------------------ | ---------------------- |
| 1952 | ф  | Огни рампы                                  | Limelight                                  | Эрнест Невилл          |
| 1953 | ф  | Акт любви                                   | Un acte d’amour                            | солдат                 |
| 1954 | ф  | —                                           | Columbus entdeckt Krähwinkel               | Кларк Хантер           |
| 1955 | ф  | Земля Фараонов                              | Land of the Pharaohs                       | Тренех                 |
| 1955 | ф  | —                                           | Confession                                 | Майк Нельсон           |
| 1955 | ф  | —                                           | Abdulla the Great                          | Ахмед                  |
| 1956 | с  | Кингс Роу                                   | Kings Row                                  | Тайгер Хадсон          |
| 1956 | ф  | Столпы небес                                | Pillars of the Sky                         | Тимоти                 |
| 1957 | ф  | —                                           | Four Girls in Town                         | Джонни Прайор          |
| 1957 | ф  | Куантес                                     | Quantez                                    | Гато                   |
| 1958 | тф | Чудесный город                              | Wonderful Town                             | Роберт Бейкер          |
| 1961 | ф  | —                                           | Follow That Man                            | Эдди Миллер            |
| 1967 | ф  | Графиня из Гонконга                         | A Countess From Hong Kong                  | Харви                  |
| 1967 | ф  | Семеро и стерва                             | Sept hommes et une garce                   | Дюпра                  |
| 1967 | ф  | Дольше живешь… позже умрешь                 | Troppo per vivere… poco per morire         | инспектор Чендлер      |
| 1968 | ф  | Если встретился с Сартаной, молись о смерти | Se incontri Sartana prega per la tua morte | Джефф Стьюал           |
| 1968 | ф  | Один за другим… и без жалости               | Uno a uno, sin piedad                      | Жак Латур              |
| 1968 | ф  | Зовите меня «О»!                            | Ho!                                        | Кантер                 |
| 1969 | ф  | Он дорого заплатит за свою смерть           | Pagó cara su muerte                        | Ред Стейси             |
| 1969 | ф  | Двуликий                                    | A doppia faccia                            | мистер Браун           |
| 1969 | ф  | —                                           | The Adding Machine                         | лейтенант Чарльз       |
| 1969 | ф  | Сицилийский клан                            | Le Clan des Siciliens                      | Жак                    |
| 1970 | ф  | —                                           | Nel giorno del signore                     | Мелоццо                |
| 1971 | ф  | Человек, пришедший ночью                    | L’homme qui vient de la nuit               | Джон                   |
| 1971 | ф  | Большая мафия                               | La grande maffia…                          | директор банка         |
| 1971 | ф  | —                                           | La saignée                                 | окружной прокурор      |
| 1971 | ф  | Папа, маленькие кораблики…                  | Papa les petits bateaux…                   | Спиро де Пальма        |
| 1972 | тф | —                                           | The Woman Hunter                           | Джордж                 |
| 1974 | ф  | —                                           | El encanto del amor prohibido              | н/д                    |
| 1974 | ф  | —                                           | So Evil, My Sister                         | Джордж                 |
| 1975 | тф | История болезни                             | Medical Story                              | доктор Харрис          |
| 1975 | с  | Женщина-полицейский                         | Police Woman                               | Массериа               |
| 1976 | с  | —                                           | Spencer’s Pilots                           | Пайк                   |
| 1976 | с  | —                                           | Switch                                     | Ленс Лукаротти / Адлер |
| 1977 | с  | Баретта                                     | Baretta                                    | н/д                    |
| 1977 | с  | Бионическая женщина                         | The Bionic Woman                           | Моро                   |
| 1977 | ф  | Болельщицы для Сатаны                       | Satan’s Cheerleaders                       | монах                  |